# 100mm tankový kanón M1944 (D-10)
D-10 je sovětský drážkovaný kanón ráže 100 mm vyvinutý na konci druhé světové války. Vznikl úpravou námořního kanónu S-34. Původně jím byl vybaven stíhač tanků SU-100, po válce byl vybrán pro tanky T-54 a T-55, které jsou v některých zemích stále aktivní. Za druhé světové války byl společně s kanóny ZiS-100 a LB-1 testován také v tancích T-34, T-44 a IS. Kanón D-10 byl později v tanku T-62 nahrazen kanónem ráže 115 mm.

## Varianty
- S-34 – námořní kanón
- BS-3 – polní kanón
- D-10 – tankový kanón
  - D-10S – verze používaná ve stíhači tanků SU-100
    - D-10SU – vylepšení verze D-10S

  - D-10T – verze používaná ve středním tanku T-54
    - D-10T2 – stejná vylepšení jako u D-10SU
    - D-10TG – další vylepšení pro tank T-54A
    - D-10T2S – modernizovaná verze používaná v tancích T-54B a T-55
    - Typ 59 – čínská kopie kanónu pro tanky Typ 59

  - experimentální varianty:
    - D-33 (2A48) – odlehčená verze použitá v prototypech obojživelných tanků Objekt 685 a Objekt 934
    - D-50 – prototyp stíhače tanků Objekt 105
    - M-63 – prototyp stíhače tanků Objekt 416